# Keon Clark
Pour les articles homonymes, voir Clark.
Keon Clark, né le 16 avril 1975 à Danville dans l'Illinois, est un ancien joueur américain de basket-ball. Il évoluait au poste d'ailier fort.

## Records sur une rencontre en NBA
Les records personnels de Keon Clark en NBA sont les suivants, :
| Record de la franchise |

| Type de statistique        | Saison régulière | Saison régulière         | Saison régulière | Playoffs | Playoffs             | Playoffs      |
| Type de statistique        | Record           | Adversaire               | Date             | Record   | Adversaire           | Date          |
| -------------------------- | ---------------- | ------------------------ | ---------------- | -------- | -------------------- | ------------- |
| Points                     | 29               | Warriors de Golden State | 3 mars 2000      | 19       | Pistons de Détroit   | 29 avril 2002 |
| Paniers marqués            | 13               | Warriors de Golden State | 3 mars 2000      | 8        | Pistons de Détroit   | 29 avril 2002 |
| Paniers tentés             | 20               | Warriors de Golden State | 3 mars 2000      | 15       | Pistons de Détroit   | 29 avril 2002 |
| Paniers à 3 points réussis | 1                | Heat de Miami            | 14 janvier 2000  | -        | -                    | -             |
| Paniers à 3 points tentés  | 1                | 19 fois                  | 19 fois          | -        | -                    | -             |
| Lancers francs réussis     | 7                | 2 fois                   | 2 fois           | 7        | Knicks de New York   | 29 avril 2001 |
| Lancers francs tentés      | 12               | @ Knicks de New York     | 13 février 2002  | 8        | Knicks de New York   | 29 avril 2001 |
| Rebonds offensifs          | 8                | 4 fois                   | 4 fois           | 7        | Pistons de Détroit   | 29 avril 2002 |
| Rebonds défensifs          | 18               | @ Pacers de l'Indiana    | 7 mars 2000      | 9        | Pistons de Détroit   | 29 avril 2002 |
| Rebonds totaux             | 22               | @ Pacers de l'Indiana    | 7 mars 2000      | 16       | Pistons de Détroit   | 29 avril 2002 |
| Passes décisives           | 5                | 2 fois                   | 2 fois           | 3        | Pistons de Détroit   | 27 avril 2002 |
| Interceptions              | 4                | @ Bucks de Milwaukee     | 6 décembre 2001  | 2        | @ Pistons de Détroit | 2 mai 2002    |
| Contres                    | 12               | Hawks d'Atlanta          | 23 mars 2001     | 2        | 5 fois               | 5 fois        |
| Balles perdues             | 6                | Warriors de Golden State | 2 novembre 2000  | 5        | @ Pistons de Détroit | 21 avril 2002 |
| Minutes jouées             | 43               | 2 fois                   | 2 fois           | 42       | @ Pistons de Détroit | 2 mai 2002    |

- Double-double : 32 (dont 1 en playoffs)
- Triple-double : 0

## Pour approfondir
- Liste des joueurs de NBA avec 10 contres et plus sur un match.